# Fan (película)
Fan es una película uruguaya de 2007, coproducida por Brasil, Venezuela y Francia. Dirigida por Gabriela Guillermo, es un drama protagonizado por Gabriela Iribarren, María Mendive y Eduardo Méndez.

## Sinopsis
Ela regresa a su país para reencontrarse con amigos y consigo misma. Desorientada, deberá elegir entre el amor inalcanzable, el del cantante brasileño del que se ha enamorado a la distancia, y el amor real, el que acaba de encontrar en Noé.

## Protagonistas
- Gabriela Iribarren (Ela)
- María Mendive (amiga de Ela)
- Eduardo Méndez (Noé)